# 九龙镇 (泰州市)
九龙镇，是中华人民共和国江苏省泰州市海陵区下辖的一个乡镇级行政单位。

## 行政区划
九龙镇下辖以下地区：
九龙社区、府前社区、雨声村、振东村、张坝村、姚家村、界沟村和五厦村。